# 紅外光學望遠鏡陣列
紅外光學望遠鏡陣列 (Infrared Optical Telescope Array，IOTA)在1988年開始建立，共有五個單位參加：史密松物理天文台、哈佛大學、马萨诸塞大学、懷俄明大學和麻省理工學院的林肯實驗室，以天體物理學的觀測為目的，先建立兩架望遠鏡作為干涉儀作為儀器的原型，然後以更完善的技術發展更大型、更有威力的陣列。整個1993和1994年都在進行場地的建設，在1993年12月，將第一個干涉儀設置在弗雷德·勞倫斯·惠普爾天文台。
在2000年，第三架望遠鏡上線，完成了閉合相位的觀測準備，首度在IOTA上執行綜合孔徑成像。這個陣列在2006年夏天除役，並且已經拆除。

## 外部連結
- Infrared and Optical Telescope Array (IOTA) （页面存档备份，存于） 在網際網路上